# خمار (حالة مرضية)
الخُمَار أو تسطيل الخمر (بالإنجليزية: Hangover) هو تجربة العديد من التأثيرات الفزيولوجية والنفسية غير السارة عادةً بعد تناول الكحول، مثل النبيذ والبيرة وغيرها من أنواع الخمر. يمكن أن يستمر صداع الكحول لعدة ساعات أو لأكثر من 24 ساعة. قد تشمل الأعراض النموذجية لصداع الكحول: الصداع، والنعاس، ومشاكل التركيز، وجفاف الفم، والدوخة، والتعب، وعسر الجهاز الهضمي (مثل الغثيان والقيء والإسهال)، وقلة الشهية، والحساسية للضوء، واضطراب المزاج، والتعرق، والإثارة المفرطة، والتهيج، والقلق.
في حين أن أسباب صداع الكحول ما تزال غير مفهومة بشكل جيد، من المعروف أن هناك عدة عوامل متورطة بما في ذلك تراكم الأسيتالديهيد، والتغيرات في الجهاز المناعي واستقلاب الجلوكوز، والجفاف، والحماض الاستقلابي، واضطراب تخليق البروستاجلاندين، وزيادة النتاج القلبي، وتوسع الأوعية، وقلة النوم وسوء التغذية. تلعب أيضًا الإضافات أو المنتجات الثانوية مثل خلطات المشروبات الكحولية دورًا مهمًا في التأثيرات الخاصة بالمشروبات. عادة ما تحدث الأعراض بعد أن يبدأ التأثير المسكر للكحول في التلاشي، وعمومًا في الصباح بعد ليلة من الإفراط في الشرب.
على الرغم من اقتراح العديد من العلاجات الممكنة والعلاجات الشعبية، لا يوجد دليل مثبت يشير إلى أن أيًا منها فعال في منع أو علاج صداع الكحول. تجنب الكحوليات أو الشرب باعتدال من أكثر الطرق فعالية لتجنب صداع الكحول. تشمل العواقب الاجتماعية والاقتصادية للإفراط في تناول الكحول التغيب عن العمل، وضعف الأداء الوظيفي، وانخفاض الإنتاجية وضعف التحصيل الدراسي. قد يؤدي صداع الكحول أيضًا إلى إضعاف الأداء أثناء الأنشطة اليومية التي يحتمل أن تكون خطرة مثل قيادة السيارة أو تشغيل الآلات الثقيلة.

## العلامات والأعراض
يرتبط شرب الكحول بمجموعة متنوعة من الأعراض التي قد تشمل النعاس، والصداع، ومشاكل التركيز، وجفاف الفم، والدوخة، والشكاوى المعدية المعوية، والتعب، والتعرق، والغثيان، والهيجان المفرط، والقلق، والشعور بعدم الراحة العام الذي قد يستمر أكثر من 24 ساعة. تظهر أعراض صداع الكحول عندما ينخفض تركيز الكحول في الدم بشكل كبير ويبلغ ذروته عندما يعود إلى الصفر تقريبًا. تشمل أعراض صداع الكحول التي تم التحقق منها في الدراسات الخاضعة للرقابة الشعور بالضيق العام، والعطش، والصداع، والشعور بالدوار أو الإغماء، والتعب، وفقدان الشهية، والغثيان، وآلام المعدة، والشعور كما لو أن قلب المرء يتسارع. تُعزى بعض الأعراض مثل التغيرات في نمط النوم واضطراب الجهاز الهضمي إلى التأثيرات المباشرة لتسمم الكحول أو أعراض الانسحاب. النعاس وضعف الوظيفة الإدراكية هما السمتان السائدتان لصداع الكحول.

## الأسباب
ما تزال العمليات التي تؤدي إلى صداع الكحول غير مفهومة بشكل جيد. قد تؤدي العديد من التغيرات الفيزيولوجية المرضية إلى ظهور صداع الكحول بما في ذلك زيادة مستويات الأسيتالديهيد، والتغيرات الهرمونية في مسارات السيتوكين وانخفاض توافر الجلوكوز. الظواهر الإضافية المصاحبة هي الجفاف، الحماض الاستقلابي، اضطراب تخليق البروستاجلاندين، زيادة النتاج القلبي، توسع الأوعية، الحرمان من النوم وعدم كفاية الأكل. قد تلعب بعض الجزيئات العضوية المعقدة الموجودة في المشروبات الكحولية والمعروفة باسم المتجانسات دورًا مهمًا في إحداث آثار مخلفات لأن بعضها، مثل الميثانول، يستقلب إلى المواد السامة بشكل ملحوظ الفورمالديهايد وحمض الفورميك.

### الفزيولوجيا المرضية
يحول الإيثانول الموجود في المشروبات الكحولية بعد تناوله أولًا إلى أسيتالديهيد بواسطة إنزيم نازعة الهيدروجين الكحولي ثم إلى حمض الأسيتيك عن طريق الأكسدة وعملية الاستقلاب. تعمل هذه التفاعلات أيضًا على تحويل النيكوتيناميد الأدينين ثنائي النوكليوتيد (NAD +) إلى شكله المختزل NADH في تفاعل الأكسدة والاختزال. من خلال التسبب في عدم توازن نظام الأكسدة والاختزال NAD + / NADH، تجعل المشروبات الكحولية وظائف الجسم الطبيعية أكثر صعوبة. تشمل عواقب تغيرات الأكسدة والاختزال التي يسببها الكحول في جسم الإنسان زيادة إنتاج الدهون الثلاثية، وزيادة هدم الأحماض الأمينية، وتثبيط دورة حمض الستريك، والحماض اللبني، والحماض الكيتوني، وفرط حمض اليوريك في الدم، والاضطراب في استقلاب الكورتيزول والأندروجين وزيادة التليف. كما يتأثر استقلاب الجلوكوز والأنسولين. ومع ذلك، أظهرت الدراسات الحديثة عدم وجود ارتباط كبير بين شدة صداع الكحول وتركيزات الهرمونات المختلفة، والكهارل، والأحماض الدهنية الحرة، والدهون الثلاثية، واللاكتات، والأجسام الكيتونية، والكورتيزول، والجلوكوز في عينات الدم والبول.
يحفز الكحول أيضًا إنزيم CYP2E1، الذي يستقلب الإيثانول والمواد الأخرى إلى سموم أكثر تفاعلًا. على وجه الخصوص، عند الإفراط في الشرب، ينشط الإنزيم ويلعب دورًا في خلق حالة ضارة تعرف باسم الإجهاد التأكسدي الذي يمكن أن يؤدي إلى موت الخلايا.

### أسيتالديهيد
الأسيتالديهيد -المنتج الثانوي الأول للإيثانول- أكثر سمية بنسبة تتراوح بين 10 و30 مرة من الكحول نفسه ويمكن أن يبقى عند هضبة مرتفعة لعدة ساعات بعد الاستهلاك الأولي للإيثانول. بالإضافة إلى ذلك، يمكن لبعض العوامل الوراثية تضخيم الآثار السلبية للأسيتالديهيد. على سبيل المثال، يعاني بعض الأشخاص (في الغالب من شرق آسيا) من طفرة في جين نازعة الهيدروجين الكحولي، ما يجعل هذا الإنزيم سريعًا بشكل غير عادي في تحويل الإيثانول إلى أسيتالديهيد. بالإضافة إلى ذلك، يقوم حوالي نصف سكان شرق آسيا بتحويل الأسيتالديهيد إلى حمض الأسيتيك بشكل أبطأ (عن طريق نازع هيدروجين الأسيتالديهيد)، ما يتسبب في زيادة تراكم الأسيتالديهيد مقارنةً بالمجموعات الأخرى. يتسبب التركيز العالي للأسيتالديهيد في تفاعل تدفق الكحول، والمعروف بالعامية باسم التدفق الآسيوي. نظرًا لأن تفاعل تدفق الكحول مزعج للغاية وإمكانية حدوث مخلفات فورية وشديدة، فإن الأشخاص الذين لديهم هذا النوع الجيني أقل عرضة للإدمان على الكحول.
قد يؤثر الأسيتالديهيد أيضًا على الجلوتاثيون بيروكسيديز، وهو إنزيم رئيسي مضاد للأكسدة، ويزيد من التعرض للإجهاد التأكسدي. وبالمثل، يمكن أن يسبب حمض الأسيتيك (أو أيون الأسيتات) مشاكل إضافية. وجدت إحدى الدراسات أن حقن أسيتات الصوديوم في الفئران تسبب لهم في سلوك مسبب للألم (الصداع). بالإضافة إلى ذلك، هناك تفسير كيميائي حيوي لهذه النتيجة. تؤدي المستويات العالية من الأسيتات إلى تراكم الأدينوزين في أجزاء كثيرة من الدماغ. ولكن عندما أعطيت الفئران مادة الكافيين التي تمنع عمل الأدينوزين، فإنها لم تعد تعاني من الصداع.